# Will Claye
Will Claye (Tucson, 13 juni 1991) is een Amerikaanse atleet. Hij is gespecialiseerd in het hink-stap-springen en het verspringen. Hij werd in 2012 wereldindoorkampioen op het eerste onderdeel, nam in datzelfde jaar deel aan de Olympische Spelen en won bij die gelegenheid op beide onderdelen een medaille. Claye is ook de nationale juniorenrecordhouder bij het hink-stap-springen.

## Biografie

### Start carrière
Claye kwam met atletiek en de springonderdelen in aanraking door zijn broer James Smith Claye. Aanvankelijk deed Claye alleen naast American football aan verspringen en hink-stap-springen, maar toen hij succesvol begon te worden, besloot hij zich alleen nog maar te richten op het springen. 

### Eerste internationale successen
Het jaar waarin Will Claye doorbreekt en zijn internationale loopbaan begint is het jaar 2009. Het is tevens zijn eerste jaar als student bij de Universiteit van Oklahoma in Norman. Hij verbetert dat jaar zijn persoonlijke record bij het hink-stap-springen met ruim een meter tot 17,19 m tijdens de NCAA-kampioenschappen, die hij wint, en zijn verspringrecord met precies een halve meter tot 7,89. Hij is dat jaar nog vooral succesvol bij het hink-stap-springen, waarop hij ook mee mag doen bij de Pan-Amerikaanse juniorenkampioenschappen. Hij wint deze wedstrijd met ruim een halve meter voorsprong op de nummer twee, met een afstand van 16,57.

### Terugslag door blessure
Na de positieve prestaties uit 2009, ging het een stuk minder in het jaar 2010. Claye raakte geblesseerd aan zijn rug, waardoor hij het grootste deel van zijn seizoen niet in actie kon komen.

### Herintrede en deelname aan WK
Claye revangeerde zich tijdens het indoorseizoen van 2011. Bij zijn herintrede sprong hij verder dan voor zijn blessure en hij won zijn tweede NCAA-titel bij het hink-stap-springen. Tijdens de Amerikaanse kampioenschappen kwam Claye bij zowel het hink-stap-springen als het verspringen tot een tweede plaats, wat hem voor beide onderdelen kwalificeerde voor de wereldkampioenschappen van 2011 in Daegu. Hij veroverde daar de bronzen medaille bij het hink-stap-springen met een persoonlijk record van 17,50 en eindigde als negende bij het verspringen. Na dit seizoen verliet Claye zijn universiteit en verhuisde hij naar Florida. Zijn studie volgde hij vanaf moment bij de Universiteit van Florida. 

### Wereldkampioen
Claye werd tweede tijdens de nationale indoorkampioenschappen van 2012 bij het verspringen. Op de wereldindoorkampioenschappen van 2012 in Istanboel werd de Amerikaan, voor zijn landgenoot, trainingsmaat en outdoor wereldkampioen Christian Taylor, wereldkampioen bij het hink-stap-springen, met een persoonlijk record van 17,70. Hij eindigde als vierde bij het verspringen, waarop hij 8,04 sprong.
Later in het jaar werd Claye, net zoals het voorgaande jaar, tweede bij de nationale kampioenschappen op zijn beide specialiteiten, dit keer wel achter Christian Taylor. Dit was wel genoeg om zich te kwalificeren voor de Olympische Spelen van Londen. Hij presteerde daar goed met een bronzen medaille bij het verspringen, achter Greg Rutherford en Mitchell Watt, en een zilveren medaille bij het hink-stap-springen, dit keer wederom achter Christian Taylor. Hiermee was hij de eerste atleet sinds de Japanner Naoto Tajima op de Olympische Spelen van 1936 in Berlijn, die tijdens één olympisch toernooi op beide springonderdelen een medaille veroverde.

### Schrale troost
In 2013 beperkte Claye zich voor wat betreft de grote wedstrijden tot het hink-stap-springen, maar liet zich desondanks op de Amerikaanse kampioenschappen verrassen door Omar Craddock. Die kaapte met 17,15 de titel voor zijn neus weg, want Claye kwam tot 17,05. Later dat seizoen, op de WK in Moskou, was hij wél de beste Amerikaan. Wat niet wegnam dat hij in de Russische hoofdstad de Fransman Teddy Tamgho voor zich moest dulden, de enige die met 18,04 de achttien meter-grens overschreed. De Cubaan Pedro Pablo Pichardo was hem overigens met 17,68 ook nog de baas, zodat Claye dit keer slechts in aanmerking kwam voor de bronzen plak, ook al kwam hij met zijn 17,52 dicht in de buurt van zijn PR-prestatie. Schrale troost was, dat hij landgenoot Christian Taylor (vierde met 17,20), die kort daarna in Brussel als eindoverwinnaar van het hink-stap-springen in de Diamond League-serie uit de bus zou komen, ruimschoots voorbleef.   

### Teleurstelling op WK, zilver Spelen
Claye stelde teleur tijdens de WK in Peking, door de finale niet te halen. Met 16,41 m bleef hij ruim onder zijn kunnen en het was ook niet genoeg voor de finale. Het jaar daarop ging Claye weer verspringen naast het hink-stap-springen, maar bleef met 8,14 m één centimeter onder de limiet voor de Spelen dat jaar. Wel kwam hij weer uit voor zijn land op het hink-stap-springen, waar hij in de finale zijn PR verbeterde naar 17,76. Desondanks was het niet genoeg voor het goud, hij moest landgenoot Christian Taylor voor hem laten zodat er een één-twee prestatie was voor de Amerikanen.
Will Claye is woonachtig in San Diego (Californië) en studeert gedragswetenschappen. Hij wordt gesponsord door Nike en momenteel getraind door Mike Holloway.

## Titels
- Wereldindoorkampioen hink-stap-springen - 2012, 2018
- Pan-Amerikaans juniorenkampioen hink-stap-springen - 2009
- Amerikaans kampioen hink-stap-springen - 2014
- Amerikaans indoorkampioen hink-stap-springen - 2012
- NCAA-kampioen hink-stap-springen - 2009
- NCAA-indoorkampioen hink-stap-springen - 2011

## Persoonlijke records
Outdoor
| Onderdeel          | Afstand            | Datum        | Plaats     |
| ------------------ | ------------------ | ------------ | ---------- |
| hink-stap-springen | 17,91 m (+0,9 m/s) | 23 juni 2017 | Sacramento |
| verspringen        | 08,29 m            | 14 mei 2011  | Athens     |

Indoor
| Onderdeel          | Afstand | Datum            | Plaats       |
| ------------------ | ------- | ---------------- | ------------ |
| hink-stap-springen | 17,70 m | 11 maart 2012    | Istanboel    |
| verspringen        | 08,24 m | 10 februari 2012 | Fayetteville |

## Prestatieontwikkeling
| Jaar | Verspringen indoor | Verspringen outdoor | Hink-stap-springen indoor | Hink-stap-springen outdoor |
| ---- | ------------------ | ------------------- | ------------------------- | -------------------------- |
| 2008 |                    | 7,39                |                           | 15,97                      |
| 2009 | 7,87               | 7,89                | 16,80                     | 17,19                      |
| 2010 | -                  | -                   | -                         | 16,30                      |
| 2011 | 8,04               | 8,29                | 17,32                     | 17,50                      |
| 2012 | 8,24               | 8,25                | 17,70                     | 17,62                      |
| 2013 | -                  | 8,10                | -                         | 17,52                      |
| 2014 | 7,89               | 8,19                | 17,04                     | 17,75                      |
| 2015 | 8,02               | -                   | 16,93                     | 17,48                      |
| 2016 | -                  | 8,14                | -                         | 17,76                      |
| 2017 | -                  | 7,89                | -                         | 17,91                      |

## Palmares

### hink-stap-springen
Kampioenschappen
- 2009:  Pan-Amerikaanse juniorenkamp. - 16,57 m
- 2009:  NCAA-kamp. - 17,19 m
- 2011:  Amerikaanse kamp. - 17,09 m
- 2011:  WK - 17,50 m
- 2012:  Amerikaanse indoorkamp. - 17,63 m
- 2012:  WK indoor - 17,70 m
- 2012:  OS - 17,62 m
- 2013:  Amerikaanse kamp. - 17,04 m
- 2013:  WK - 17,52 m
- 2014:  Amerikaanse kamp. - 17,75 m
- 2015: 10e in kwal. WK - 16,41
- 2016:  OS - 17,76
- 2017:  WK - 17,63 m
- 2018:  WK indoor - 17,43 m

Diamond League-podiumplekken
- 2013:  Memorial Van Damme – 16,88 m
- 2014:  Prefontaine Classic – 17,66 m
- 2014:  Golden Gala – 17,14 m
- 2014:  Bislett Games – 17,41 m

### verspringen
- 2011:  Amerikaanse kamp. - 8,19 m
- 2011: 9e WK - 8,10 m
- 2012:  Amerikaanse indoorkamp. - 8,02 m
- 2012: 4e WK indoor - 8,04 m
- 2012:  OS - 8,12 m